# 2017年美國職棒大聯盟選秀
2017年美國職棒大聯盟選秀為大聯盟第53屆選秀，在美國時間6月12日至14日舉行。明尼蘇達雙城因為在前一年的戰績為大聯盟最差，因此獲得選秀狀元籤。最後他們選擇羅伊斯·路易士做為該年的首輪選秀狀元。

## 第一輪選秀
圖示
|   | 入選明星賽或年度最佳陣容的球員 |
| * | 並未簽約的球員                 |

| 選秀順位 | 球員           | 球隊           | 位置        | 畢業學校                        |
| -------- | -------------- | -------------- | ----------- | ------------------------------- |
| 1        | 羅伊斯·路易士  | 明尼蘇達雙城   | 游擊手      | JSerra天主高中                  |
| 2        | 杭特·格林      | 辛辛那提紅人   | 投手        | 聖母高中                        |
| 3        | 麥肯齊·高爾    | 聖地牙哥教士   | 投手        | 懷特維爾高中                    |
| 4        | 布倫丹·麥凱    | 坦帕灣光芒     | 一壘手/捕手 | 路易斯維爾大學                  |
| 5        | 凱爾·萊特      | 亞特蘭大勇士   | 投手        | 范德堡大學                      |
| 6        | 奧斯汀·貝克    | 奧克蘭運動家   | 外野手      | 北大衛森高中                    |
| 7        | 帕文·史密斯    | 亞利桑那響尾蛇 | 一壘手      | 維吉尼亞大學                    |
| 8        | 亞當·海茲利    | 費城費城人     | 外野手      | 維吉尼亞大學                    |
| 9        | 日浦凱斯頓     | 密爾瓦基釀酒人 | 二壘手      | 加利福尼亞大學爾灣分校          |
| 10       | 喬·亞戴爾      | 洛杉磯天使     | 外野手      | 巴拉德高中                      |
| 11       | 傑克·波格      | 芝加哥白襪     | 三壘手      | 密蘇里州立大學                  |
| 12       | 沙恩·巴茲      | 匹茲堡海盜     | 投手        | 協和路德高中                    |
| 13       | 崔佛·羅傑斯    | 邁阿密馬林魚   | 投手        | 卡爾斯巴德高中                  |
| 14       | 尼克·普拉托    | 堪薩斯市皇家   | 一壘手      | 杭亭頓灘高中                    |
| 15       | J·B·布高斯卡斯 | 休士頓太空人   | 投手        | 北卡羅來納大學教堂山分校        |
| 16       | 克拉克·施密特  | 紐約洋基       | 投手        | 南卡羅來納大學                  |
| 17       | 埃文·懷特      | 西雅圖水手     | 一壘手      | 肯塔基大學                      |
| 18       | 艾力士·法耶多  | 底特律老虎     | 投手        | 佛羅里達大學                    |
| 19       | 赫略特·拉莫斯  | 舊金山巨人     | 投手        | 基督領導學院                    |
| 20       | 大衛·彼得森    | 紐約大都會     | 投手        | 俄勒岡大學                      |
| 21       | D·L·霍爾       | 巴爾的摩金鶯   | 投手        | 瓦多斯塔高中                    |
| 22       | 羅根·瓦莫斯    | 多倫多藍鳥     | 游擊手      | 北卡羅來納大學教堂山分校        |
| 23       | 傑倫·肯道爾    | 洛杉磯道奇     | 外野手      | 范德堡大學                      |
| 24       | 坦納·豪克      | 波士頓紅襪     | 投手        | 密蘇里大學                      |
| 25       | 塞斯·羅梅洛    | 華盛頓國民     | 投手        | 休士頓大學                      |
| 26       | 布巴·湯普森    | 德州遊騎兵     | 外野手      | 麥吉爾-圖倫天主高中             |
| 27       | 布倫登·里托    | 芝加哥小熊     | 投手        | 佛羅里達州立馬納蒂-薩拉索塔學院 |

### 第一輪補充選秀
| 選秀順位 | 球員        | 球隊       | 位置   | 畢業學校           |
| -------- | ----------- | ---------- | ------ | ------------------ |
| 28       | 內特·皮爾森 | 多倫多藍鳥 | 投手   | 中佛羅里達學院     |
| 29       | 克里斯·賽斯 | 德州遊騎兵 | 游擊手 | 西奧蘭治高中       |
| 30       | 艾力士·蘭恩 | 芝加哥小熊 | 投手   | 路易斯安那州立大學 |

### A輪平衡選秀
| 選秀順位 | 球員           | 球隊           | 位置   | 畢業學校                 |
| -------- | -------------- | -------------- | ------ | ------------------------ |
| 31       | 德魯·拉斯穆森* | 坦帕灣光芒     | 投手   | 俄勒岡州立大學           |
| 32       | 基特·道恩斯    | 辛辛那提紅人   | 游擊手 | 愛德華·培斯蒙席高中      |
| 33       | 凱文·梅瑞爾    | 奧克蘭運動家   | 游擊手 | 南佛羅里達大學           |
| 34       | 崔斯登·盧茲    | 密爾瓦基釀酒人 | 外野手 | 詹姆斯·馬丁高中          |
| 35       | 布倫特·魯克    | 明尼蘇達雙城   | 外野手 | 密西西比州立大學         |
| 36       | 布萊恩·米勒    | 邁阿密馬林魚   | 外野手 | 北卡羅來納大學教堂山分校 |

## 其他著名球員
- 史都華·費爾柴德, 第2輪, 38順位被辛辛那提紅人選走
- 路易斯·坎普沙諾（英语：Luis Campusano）, 第2輪, 39順位被聖地牙哥教士選走
- 德魯·艾利斯（英语：Drew Ellis (baseball)）, 第2輪, 44順位被亞利桑那響尾蛇選走
- 葛里芬·坎寧, 第2輪, 47順位被洛杉磯天使選走
- 蓋文·席茲（英语：Gavin Sheets）, 第2輪, 49順位被芝加哥白襪選走
- 卡爾·米歇爾（英语：Cal Mitchell）, 第2輪, 50順位被匹茲堡海盜選走
- 道爾頓·瓦修, B輪, 68順位被亞利桑那響尾蛇選走
- 泰勒·沃爾斯（英语：Taylor Walls）, 第3輪, 76順位被坦帕灣光芒選走
- 尼克·艾倫（英语：Nick Allen (infielder)）, 第3輪, 81順位被奧克蘭運動家選走
- 康納·席伯德（英语：Connor Seabold）, 第3輪, 83順位被費城費城人選走
- 崔佛·史戴芬（英语：Trevor Stephan）, 第3輪, 92順位被紐約洋基選走
- 威亞特·米爾斯（英语：Wyatt Mills）, 第3輪, 93順位被西雅圖水手選走
- 萊利·亞當斯（英语：Riley Adams）, 第3輪, 99順位被多倫多藍鳥選走
- 康納·王（英语：Connor Wong）, 第3輪, 100順位被洛杉磯道奇選走
- 基岡·湯普森（英语：Keegan Thompson）, 第3輪, 105順位被芝加哥小熊選走
- 凱文·史密斯（英语：Kevin Smith (baseball)）, 第4輪, 129順位被底特律老虎選走
- 厄尼·克萊門特（英语：Ernie Clement）, 第4輪, 132順位被克里夫蘭印地安人選走
- 喬許·弗雷米恩（英语：Josh Fleming (baseball)）, 第5輪, 139順位被坦帕灣光芒選走
- 布魯斯·辛默曼（英语：Bruce Zimmermann）, 第5輪, 140順位被亞特蘭大勇士選走
- 葛倫·奧托（英语：Glenn Otto）, 第5輪, 152順位被紐約洋基選走
- 尼爾森·維拉斯奎茲（英语：Nelson Velázquez）, 第5輪, 165順位被芝加哥小熊選走
- 尼克·馬賈維齊斯（英语：Nick Margevicius）, 第7輪, 198順位被聖地牙哥教士選走
- 尼克·梅坦（英语：Nick Maton）, 第7輪, 203順位被費城費城人選走
- 盧卡斯·吉爾布瑞斯（英语：Lucas Gilbreath）, 第7輪, 206順位被科羅拉多洛磯選走
- 伊萊·摩根（英语：Eli Morgan）, 第8輪, 252順位被克里夫蘭印地安人選走
- 詹姆斯·卡林查克（英语：James Karinchak）, 第9輪, 282順位被克里夫蘭印地安人選走
- 札克·雷克斯（英语：Zach Reks）, 第10輪, 310順位被洛杉磯道奇選走
- J·P·席爾斯（英语：JP Sears (baseball)）, 第11輪, 333順位被西雅圖水手選走
- 凱爾·尼爾森（英语：Kyle Nelson (baseball)）, 第15輪, 462順位被克里夫蘭印地安人選走
- 艾蘭·崔荷（英语：Alan Trejo）, 第16輪, 476順位被科羅拉多洛磯選走
- 亞倫·艾許比, 第25輪, 764順位被德州遊騎兵選走，但未簽約
- 塔里克·史庫柏, 第29輪, 862順位被亞利桑那響尾蛇選走，但未簽約
- 里德·戴特默斯（英语：Reid Detmers）, 第32輪, 950順位被亞特蘭大勇士選走，但未簽約

## 補償選秀
1. ↑  因埃德溫·恩卡納西翁加入印地安人隊而得到補償選秀
2. ↑  因伊恩·德斯蒙德加入洛磯隊而得到補償選秀
3. ↑  因德克斯特·佛勒加入紅雀隊而得到補償選秀

## 外部連結
- 2017 Major League Baseball draft Official Site （页面存档备份，存于）

| 前任： 米奇·孟尼亞克 | 選秀狀元 羅伊斯·路易士 | 繼任： 凱西·麥茲 |